# The Message (álbum)
The Message es el álbum debut del grupo estadounidense de hip hop Grandmaster Flash and the Furious Five, publicado en 1982 en Sugar Hill Records. Está considerado como uno de los más importantes discos en la historia del hip hop, siendo su sencillo más significativo "The Message," habitualmente clasificada como una de las canciones más influyentes del género.

## Repertorio
| N.º | Título                           | Compositor(es)                                                                                | Duración |  |
| 1.  | «She's Fresh»                    | Milton Edwards, Bobbie Knight                                                                 | 4:57     |  |
| 2.  | «It's Nasty»                     | Chris Frantz, Tina Weymouth (Tom Tom Club)                                                    | 4:19     |  |
| 3.  | «Scorpio»                        | Guy Todd Williams, K. Wiggins, Eddie Morris, Nathaniel Glover, Melvin Glover                  | 4:55     |  |
| 4.  | «It's a Shame (Mt. Airy Groove)» | Stevie Wonder, Syreeta Wright, Lee Garrett, Curtis Daniel Harmon, James Lloyd                 | 4:57     |  |
| 5.  | «Dreamin'»                       | Gary Henry, Eddie Morris, Melvin Glover, Guy Williams, Nathaniel Glover, Robert Keith Wiggins | 5:47     |  |
| 6.  | «You Are»                        | Gary Henry, Eddie Morris, Melvin Glover, Guy Williams, Nathaniel Glover, Robert Keith Wiggins | 4:51     |  |
| 7.  | «The Message»                    | Clifton Chase, Edward Fletcher, Melvin Glover, Sylvia Robinson                                | 7:12     |  |

1982 UK LP / Reedición en CD europea 2002
| 1982 UK LP / 2002 reedición en CD europea |                                                              | |          |  |
| N.º                                       | Título                                                       | Compositor(es) | Duración |  |
| 8.                                        | «The Adventures of Grandmaster Flash on the Wheels of Steel» | Sylvia Robinson, Melvin Glover, Gabrielle Jackson, Jiggs Chase, Gwendolyn Chisolm, Cheryl Cook, Michael Wright, Guy O'Brien, John Richard Deacon, Joseph Saddler, Angela Brown | 7:06     |  |

Reedición en CD 2010 "Expanded Edition"
| 2010 Expanded Edition reedición en CD |                                         |                                                                           |          |  |
| N.º                                   | Título                                  | Compositor(es)                                                            | Duración |  |
| 8.                                    | «Message II (Survival)»                 | Sylvia Robinson, Melvin Glover                                            | 6:46     |  |
| 9.                                    | «New York, New York»                    | Sylvia Robinson, Edward G Fletcher, Reginald Lamar Griffin, Melvin Glover | 7:19     |  |
| 10.                                   | «The Adventures of Grandmaster Himself» | Unknown                                                                   | 5:45     |  |
| 11.                                   | «The Message (versión instrumental)»    | Edward G Fletcher, Clifton Chase, Sylvia Robinson, Melvin Glover          | 7:11     |  |

Samples y notas
- "She's Fresh" contiene samples de "It's Just Begun" de The Jimmy Castor Bunch y "Lovomaniacs (Sex)" de Boobie Knight.
- "It's Nasty" contiene samples de "Genius of Love" de Tom Tom Club.
- "It's a Shame" contiene samples de "Mt. Airy Groove" de Pieces Of A Dream.
- "The Adventures of Grandmaster Flash on the Wheels of Steel" contiene samples de "Good Times" de Chic, "Apache" de The Incredible Bongo Band, "The Rapture" de Blondie, "Another One Bites the Dust" de Queen, "8th Wonder" de The Sugarhill Gang, "Monster Jam" de Spoonie Gee, "Glow of Love" de Change y "Life Story" de The Hellers.

## Recepción
El álbum recibió mayoritariamente críticas positivas de críticos como Allmusic y Rolling Stone, que le otorgaron 4.5 sobre 5 y 5 sobre 5 respectivamente.

## Personal
- Bajo - Doug Wimbish
- Guitarra - Skip McDonald
- Prophet- Reggie Griffin, Jiggs, Sylvia Robinson
- Teclados - Gary Henry, Dwain Mitchell
- Batería - Keith Leblanc
- Percusión- Ed Fletcher
- Metales - Chops Horn Section